# Faubelidae
Notocirridae
Famille
Les  Faubelidae (synonyme Notocirridae) sont une famille de vers plats marins, de la super-famille des Leptoplanoidea, du sous-ordre des Acotylea et de l'ordre des Polycladida.

## Systématique
Le nom valide complet (avec auteur) de ce taxon est Faubelidae Özdikmen, 2010.
Faubelidae a pour synonyme Notocirridae Faubel, 1983. Le nom Faubelidae a été attribué en l'honneur de Anno Faubel.

## Liste des genres
Selon la base de données World Register of Marine Species (12 novembre 2023), la famille des Faubelidae regroupe les genres suivants :
- Amyris Marcus & Marcus, 1968
- Chiliplana Faubel, 1983
- Copidoplana Bock, 1913
- Diplandros Hyman, 1953
- Faubelus Özdikmen, 2010
- Notoplehnia Faubel, 1983
- Triadomma Marcus, 1947
- Tripyloplana Faubel, 1983

Synonymes
- Le genre Notocirrus Faubel, 1983 a été remplacé par Faubelus Özdikmen, 2010, en l'honneur de Anno Faubel.